# Eubranchipus grubii
Espèce
Synonymes
- Eubranchipus Grubii
- Siphonophanes Grubei
- Branchipus Grubei
- Chirocephalus Grubei
- Chirocephalopsis Grubei

Eubranchipus grubii, le branchipe (ou eubranchipe) de Grube, appartient à l'ordre des Anostraca (crustacés branchiopodes) et à la famille des Chirocephalidae. L'ordre des Anostraca (avec les daphnies et les triops) constitue l'un des taxons les plus représentatifs des mares et eaux temporaires.

## Biogéographie
L'eubranchipe fait partie d'un groupe d'espèces très ancien présent sur Terre depuis près de 500 millions d'années.
L'espèce est présente en Europe centrale et septentrionale, en Asie septentrionale. En France les stations connues se situent en Alsace et en Lorraine, ainsi que dans l'Ain à la frontière suisse.

## Description
Ce petit crustacé sans carapace mesure de 12 mm à 33 mm et ne dépasse que rarement 25 mm de longueur. Il nage sur le dos. La couleur va du jaune-rouge au rouge foncé mais, sous l'influence de l'alimentation, elle peut varier du blanc translucide au gris, au bleu ou au vert. Sa tête porte des yeux pédonculés et deux paires d'antennes. Le thorax porte onze paires de pattes. En tant que branchiopode, ses pattes, lui servent à nager, mais également à respirer et à filtrer l’eau et ramener le planction comme nourriture à sa bouche. La filtration est son mode principal d’alimentation, mais le branchipe de Grube peut également grignoter des éléments comme des têtards morts, des œufs d’amphibiens, etc..
L'abdomen (improprement appelé queue) se termine par deux appendices (furcas) en forme de fourche. Chez le mâle, la deuxième paire d'antennes est plus développée que chez la femelle, et porte à sa base un appendice denté. La femelle porte ses œufs dans une poche ovale entre les premiers segments de l'abdomen. Ils tombent au fond de l'eau où ils restent jusqu'à l'éclosion.

## Écologie
Les mares temporaires des forêts de feuillus sont le milieu de prédilection de l'espèce. La saison sèche est passée dans le sédiment sous forme d'œufs de résistance ou cystes. Le milieu est remis en eau en automne par les pluies ou la remontée de la nappe phréatique. Les cystes ont besoin d'une période de gel pour arriver à maturité. C'est l'augmentation du taux de dioxyde de carbone qui accompagne le dégel qui déclenche l'éclosion, de la fin d'automne jusqu'au début du printemps. L'animal est ensuite observable jusqu'à ce que la mare s'assèche ou que l'augmentation des températures provoque une baisse de l'oxygène dissous, au plus tard en fin de printemps.
Il se nourrit du plancton et des particules en suspension dans l'eau. Les substances chimiques comme les nitrates, ou un plancton trop rare sont nocives à l'éclosion et au développement.
Le drainage et la suppression des zones humides, l’abaissement des nappes phréatiques et l’utilisation de produits chimiques, notamment pour la démoustication menacent l'espèce.

## Espèces ressemblantes
Eubranchipus grubii ne doit pas être confondu avec des espèces proches comme :
- Artemia salina, l'artémie, qui est plus petite (maximum 15 mm) et fréquente les eaux salées.
- Branchipus schaefferi, un branchipe très semblable mais plus petit (maximum 25 mm), généralement moins coloré, avec une poche des œufs plus courte et surtout présent en été.

- Chirocephalus diaphanus, un petit crustacé très semblable mais avec une poche des œufs plus longue.
- Tanymastix stagnalis, plus petit (maximum 18 mm), avec une poche des œufs courte et ronde, présent dans les lacs entre août et octobre.